# Epalpodes vittatus
Epalpodes vittatus är en tvåvingeart som först beskrevs av Walker 1853.  Epalpodes vittatus ingår i släktet Epalpodes och familjen parasitflugor.
Artens utbredningsområde är Colombia. Inga underarter finns listade i Catalogue of Life.